# 長線礁

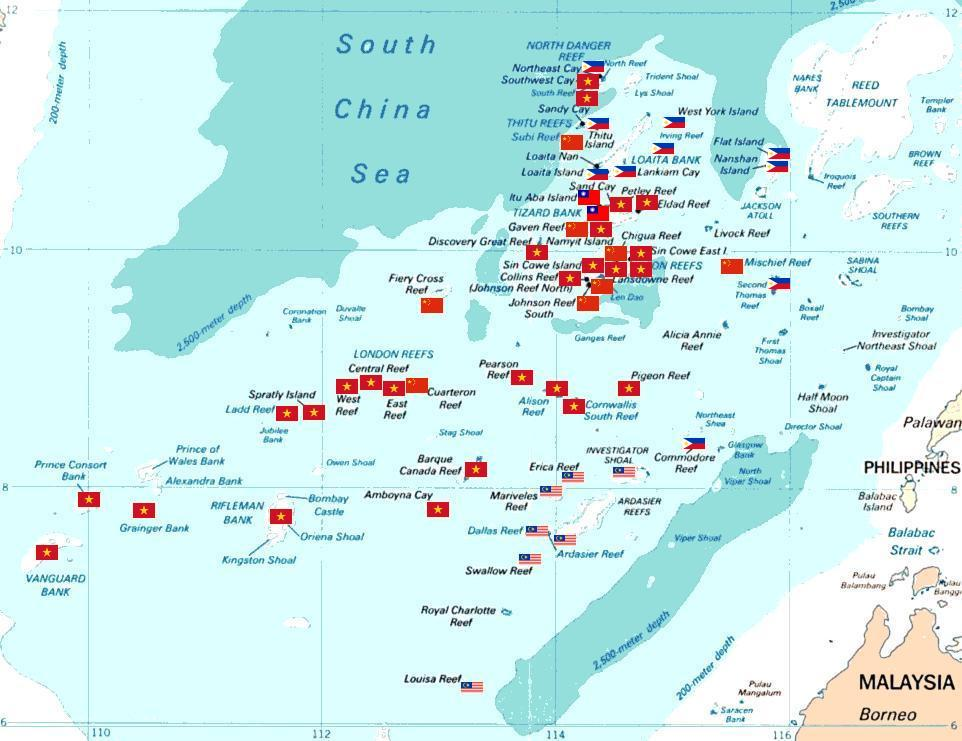
南沙諸島における南シナ海周辺諸国の実効支配状況

長線礁（英語：Holiday Reef、ベトナム語：Đá Bãi Khung / 𥒥𣺽銎）は、南沙諸島のユニオン堆（英語：Union Banks、中国語: 九章群礁）と呼ばれる堆の北東端にある暗礁である。安楽礁と主権礁の間にある。
ベトナムがこの礁を実効支配しているが、中華人民共和国及び中華民国（台湾）も主権を主張している。